# Leptothorax aveli
Leptothorax aveli är en myrart som beskrevs av Jean Bondroit 1918. Leptothorax aveli ingår i släktet smalmyror, och familjen myror.

## Underarter
Arten delas in i följande underarter:
- L. a. aveli
- L. a. pici